# Милутин Миланковић
Милутин Миланковић (Даљ, 28. мај 1879 — Београд, 12. децембар 1958) био је српски математичар, астроном, климатолог, геофизичар, грађевински инжењер, физичар, популаризатор науке, универзитетски професор и  академик.
Ванредни професор примењене математике био је од 1909. до 1920. године (осим 1914—1918), док је као редовни професор небеске механике радио од 1920. до 1955. (осим 1941—1945) на Универзитету у Београду. Био је декан Филозофског факултета школске 1926/27, пионир у ракетном инжењерству, потпредседник САНУ у три мандата почев од 1948, дописни члан ЈАЗУ у Загребу од 1925, директор Астрономске опсерваторије у Београду од 1948. до 1951, члан и реоснивач Комисије 7 за небеску механику Међународне астрономске уније од 1948. до 1953. Био је члан немачке академије натуралиста „Leopoldine“ и неколико иностраних научних друштава. Додељено му је пет одликовања.
Миланковић је дао два фундаментална доприноса науци. Први допринос је „Канон осунчавања Земље” који карактерише све планете Сунчевог система. Други допринос је теоријско објашњење Земљиних дуготрајних климатских промена узрокованих астрономским променама њеног положаја у односу на Сунце; данас познато као Миланковићеви циклуси. Ово објашњава појаву ледених доба током геолошке прошлости Земље, као и климатске промене на Земљи које се могу очекивати у будућности.
Милутин Миланковић је основао планетарну климатологију израчунавањем температурских услова у горњим слојевима Земљине атмосфере, као и температурске услове на планетама унутрашњег Сунчевог система (Меркуру, Венери и Марсу), те Земљином природном сателиту — Месецу. Поред тога, Миланковић се у геофизици сматра коаутором теорије тектонских плоча, и то са својим радом Померање Земљиних обртних полова. Он је доказао да на Марсу не може постојати цивилизован живот јер је прорачунима показао да су тамо температуре исувише ниске да би живот у таквом облику постојао.
Направио је најтачнији календар до сада. Миланковић је као аутор или коаутор регистровао осам патената, које је у периоду 1905—1933. подносио у различитим државама. Током професорске каријере остао је веран свом првом животном позиву — грађевинарству, па је радио као конструктор, статичар и супервизор на целом низу грађевинских објеката од армираног бетона широм Југославије. Тако је и већина патената везана за ову област.

## Биографија

### Младалачко доба

#### Детињство
Милутин Миланковић је рођен у селу Даљ, на десној обали Дунава, у Аустроугарској. Милутин и његова сестра близнакиња Милена, били су најстарији од седморо деце. Њихов отац Милан био је имућан земљорадник, трговац и локални политичар, али је умро млад 1886, када је Милутину било свега седам година. Миланковићи су била стара и угледна породица у којој је и раније било знаменитих личности. Међу њима, Милутин је у својим Успоменама (аутобиографија) посебно говорио о Урошу Миланковићу (1780—1849), локалном просветитељу, природном филозофу и реалисти који се борио против сујеверних ставова сељака и конзервативних локалних племића, те имао запажене расправе на немачком и српском језику објављене у делима Организам света, Организам васионе, Просвета човека, Застава слободе и правде и Огледало истине. Умро је 1849. године за време револуције у Аустријском царству.
Тројица његове браће су умрла од туберкулозе још као деца. Млађи брат Богдан Миланковић (1884 –1966) био је градитељ виолина и основао је Сарајевску филхармонију. Након очеве смрти, мајка Јелисавета (девојачко Маучевић), бака и ујак Василије Васа Маучевић, тада су се старали о деци. Међутим, старање о Милутину је преузео — у највећој мери — његов ујак Васа, који га је током већег дела живота помагао и саветовао.
|  |                                            |  |  |  |  |  |  |  |  |  |  |  | Миланко Миланковић (?—?) |  |  |  |
|  |                                            |  |  |  |  |  |  |  |  |  |  |  |                          |  |  |  |
|  |                                            |  |  |  |  |  |  |  |  |  |  |  |                          |  |  |  |
|  |                                            |  |  |  |  |  |  |  |  |  |  |  |                          |  |  |  |
|  | Тодор Миланковић (1769—1841)               |  |  |  |  |  |  |  |  |  |  |  |                          |  |  |  |
|  |                                            |  |  |  |  |  |  |  |  |  |  |  |                          |  |  |  |
|  |                                            |  |  |  |  |  |  |  |  |  |  |  |                          |  |  |  |
|  |                                            |  |  |  |  |  |  |  |  |  |  |  |                          |  |  |  |
|  |                                            |  |  |  |  |  |  |  |  |  |  |  |                          |  |  |  |
|  |                                            |  |  |  |  |  |  |  |  |  |  |  |                          |  |  |  |
|  |                                            |  |  |  |  |  |  |  |  |  |  |  |                          |  |  |  |
|  |                                            |  |  |  |  |  |  |  |  |  |  |  |                          |  |  |  |
|  | Антоније Миланковић (1806—1879)            |  |  |  |  |  |  |  |  |  |  |  |                          |  |  |  |
|  |                                            |  |  |  |  |  |  |  |  |  |  |  |                          |  |  |  |
|  |                                            |  |  |  |  |  |  |  |  |  |  |  |                          |  |  |  |
|  |                                            |  |  |  |  |  |  |  |  |  |  |  |                          |  |  |  |
|  |                                            |  |  |  |  |  |  |  |  |  |  |  |                          |  |  |  |
|  |                                            |  |  |  |  |  |  |  |  |  |  |  |                          |  |  |  |
|  |                                            |  |  |  |  |  |  |  |  |  |  |  |                          |  |  |  |
|  |                                            |  |  |  |  |  |  |  |  |  |  |  |                          |  |  |  |
|  |                                            |  |  |  |  |  |  |  |  |  |  |  |                          |  |  |  |
|  |                                            |  |  |  |  |  |  |  |  |  |  |  |                          |  |  |  |
|  |                                            |  |  |  |  |  |  |  |  |  |  |  |                          |  |  |  |
|  |                                            |  |  |  |  |  |  |  |  |  |  |  |                          |  |  |  |
|  |                                            |  |  |  |  |  |  |  |  |  |  |  |                          |  |  |  |
|  |                                            |  |  |  |  |  |  |  |  |  |  |  |                          |  |  |  |
|  |                                            |  |  |  |  |  |  |  |  |  |  |  |                          |  |  |  |
|  |                                            |  |  |  |  |  |  |  |  |  |  |  |                          |  |  |  |
|  | Милан Миланковић (1845—1886)               |  |  |  |  |  |  |  |  |  |  |  |                          |  |  |  |
|  |                                            |  |  |  |  |  |  |  |  |  |  |  |                          |  |  |  |
|  |                                            |  |  |  |  |  |  |  |  |  |  |  |                          |  |  |  |
|  |                                            |  |  |  |  |  |  |  |  |  |  |  |                          |  |  |  |
|  |                                            |  |  |  |  |  |  |  |  |  |  |  |                          |  |  |  |
|  |                                            |  |  |  |  |  |  |  |  |  |  |  |                          |  |  |  |
|  |                                            |  |  |  |  |  |  |  |  |  |  |  |                          |  |  |  |
|  |                                            |  |  |  |  |  |  |  |  |  |  |  |                          |  |  |  |
|  |                                            |  |  |  |  |  |  |  |  |  |  |  |                          |  |  |  |
|  |                                            |  |  |  |  |  |  |  |  |  |  |  |                          |  |  |  |
|  |                                            |  |  |  |  |  |  |  |  |  |  |  |                          |  |  |  |
|  |                                            |  |  |  |  |  |  |  |  |  |  |  |                          |  |  |  |
|  |                                            |  |  |  |  |  |  |  |  |  |  |  |                          |  |  |  |
|  |                                            |  |  |  |  |  |  |  |  |  |  |  |                          |  |  |  |
|  |                                            |  |  |  |  |  |  |  |  |  |  |  |                          |  |  |  |
|  |                                            |  |  |  |  |  |  |  |  |  |  |  |                          |  |  |  |
|  |                                            |  |  |  |  |  |  |  |  |  |  |  |                          |  |  |  |
|  |                                            |  |  |  |  |  |  |  |  |  |  |  |                          |  |  |  |
|  |                                            |  |  |  |  |  |  |  |  |  |  |  |                          |  |  |  |
|  |                                            |  |  |  |  |  |  |  |  |  |  |  |                          |  |  |  |
|  |                                            |  |  |  |  |  |  |  |  |  |  |  |                          |  |  |  |
|  |                                            |  |  |  |  |  |  |  |  |  |  |  |                          |  |  |  |
|  |                                            |  |  |  |  |  |  |  |  |  |  |  |                          |  |  |  |
|  |                                            |  |  |  |  |  |  |  |  |  |  |  |                          |  |  |  |
|  |                                            |  |  |  |  |  |  |  |  |  |  |  |                          |  |  |  |
|  |                                            |  |  |  |  |  |  |  |  |  |  |  |                          |  |  |  |
|  |                                            |  |  |  |  |  |  |  |  |  |  |  |                          |  |  |  |
|  |                                            |  |  |  |  |  |  |  |  |  |  |  |                          |  |  |  |
|  |                                            |  |  |  |  |  |  |  |  |  |  |  |                          |  |  |  |
|  |                                            |  |  |  |  |  |  |  |  |  |  |  |                          |  |  |  |
|  |                                            |  |  |  |  |  |  |  |  |  |  |  |                          |  |  |  |
|  |                                            |  |  |  |  |  |  |  |  |  |  |  |                          |  |  |  |
|  | Милутин Миланковић (1879–1958)             |  |  |  |  |  |  |  |  |  |  |  |                          |  |  |  |
|  |                                            |  |  |  |  |  |  |  |  |  |  |  |                          |  |  |  |
|  |                                            |  |  |  |  |  |  |  |  |  |  |  |                          |  |  |  |
|  |                                            |  |  |  |  |  |  |  |  |  |  |  |                          |  |  |  |
|  |                                            |  |  |  |  |  |  |  |  |  |  |  |                          |  |  |  |
|  |                                            |  |  |  |  |  |  |  |  |  |  |  |                          |  |  |  |
|  |                                            |  |  |  |  |  |  |  |  |  |  |  |                          |  |  |  |
|  |                                            |  |  |  |  |  |  |  |  |  |  |  |                          |  |  |  |
|  |                                            |  |  |  |  |  |  |  |  |  |  |  |                          |  |  |  |
|  |                                            |  |  |  |  |  |  |  |  |  |  |  |                          |  |  |  |
|  |                                            |  |  |  |  |  |  |  |  |  |  |  |                          |  |  |  |
|  |                                            |  |  |  |  |  |  |  |  |  |  |  |                          |  |  |  |
|  |                                            |  |  |  |  |  |  |  |  |  |  |  |                          |  |  |  |
|  |                                            |  |  |  |  |  |  |  |  |  |  |  |                          |  |  |  |
|  |                                            |  |  |  |  |  |  |  |  |  |  |  |                          |  |  |  |
|  |                                            |  |  |  |  |  |  |  |  |  |  |  |                          |  |  |  |
|  | Паја Муачевић (?—?)                        |  |  |  |  |  |  |  |  |  |  |  |                          |  |  |  |
|  |                                            |  |  |  |  |  |  |  |  |  |  |  |                          |  |  |  |
|  |                                            |  |  |  |  |  |  |  |  |  |  |  |                          |  |  |  |
|  |                                            |  |  |  |  |  |  |  |  |  |  |  |                          |  |  |  |
|  |                                            |  |  |  |  |  |  |  |  |  |  |  |                          |  |  |  |
|  |                                            |  |  |  |  |  |  |  |  |  |  |  |                          |  |  |  |
|  |                                            |  |  |  |  |  |  |  |  |  |  |  |                          |  |  |  |
|  |                                            |  |  |  |  |  |  |  |  |  |  |  |                          |  |  |  |
|  |                                            |  |  |  |  |  |  |  |  |  |  |  |                          |  |  |  |
|  |                                            |  |  |  |  |  |  |  |  |  |  |  |                          |  |  |  |
|  |                                            |  |  |  |  |  |  |  |  |  |  |  |                          |  |  |  |
|  |                                            |  |  |  |  |  |  |  |  |  |  |  |                          |  |  |  |
|  |                                            |  |  |  |  |  |  |  |  |  |  |  |                          |  |  |  |
|  |                                            |  |  |  |  |  |  |  |  |  |  |  |                          |  |  |  |
|  |                                            |  |  |  |  |  |  |  |  |  |  |  |                          |  |  |  |
|  |                                            |  |  |  |  |  |  |  |  |  |  |  |                          |  |  |  |
|  | Јелисавета Муачевић Миланковић (1857—1915) |  |  |  |  |  |  |  |  |  |  |  |                          |  |  |  |
|  |                                            |  |  |  |  |  |  |  |  |  |  |  |                          |  |  |  |
|  |                                            |  |  |  |  |  |  |  |  |  |  |  |                          |  |  |  |

#### Образовање
Основна школа
Због осетљивог здравља, стекао је основно образовање код куће, учећи од гувернанти и приватних учитеља. У десетој години (почетком октобра 1889), преселио се у оближњи Осијек код другог ујака, Паје Маучевића, где је по први пут пошао у јавну школу. Пре уписа у Осијечку реалку Милутин је приватно положио сва четири разреда у Српској православној школи у Осијеку. Све предмете је положио са одличном оценом осим Рачуна, где је оцењен као врло добар. Похађао је часове клавира, али је од њих одустао и почео да свира тамбуру, коју му је купио и за коју му је часове плаћао ујак Васа (Василије Маучевић).
Средња школа
У Милутиново време постојале су две врсте гимназија: класична и реална гимназија. Реална гимназија је припремала ученике за студије технике и пољопривреде, па је тако Милутин 1889. године започео своје средњошколско образовање у Реалној гимназији у Осијеку. Када је кренуо у јавну школу, увидео је недостатке које је имало његово дотадашње приватно образовање. Остала деца су била боља од њега у читању, писању и рачунању. Међутим, Милутин је убрзо сустигао вршњаке и постао најбољи ученик. Сведочанство о завршеној реалној гимназији добио је 29. маја 1896. године. После завршетка гимназије и положеног матурског испита, Миланковић је са групом матураната отпутовао на ђачки излет у Србију. Тада је поред Београда посетио и друга места широм Србије, а један део пута од Крагујевца до Сталаћа прешао је пешице.
Студије
Милутин се дуго премишљао шта да упише у Бечу. Пресудан утицај је имао његов професор математике на осјечкој реалци, Владимир Верићак. У почетку је желео да студира електротехнику, али тог одсека на Високој техничкој школи у Бечу није било. Зато се на наговор професора Верићака Милутин на крају определио за студирање грађевине. Октобра 1896. године, у 17. години, Милутин одлази на студије у Беч које успешно завршава 1902. године, с најбољим оценама. Милутин је касније о својим студијама у Успоменама написао: „Професор Емануел Чубер нас је учио математици... Свака његова реченица била је мајсторско дело строге логике, без иједне сувишне речи, без иједне омашке.” Након одслуженог обавезног војног рока, Миланковић је позајмио новац од ујака Васе како би наставио школовање на докторским студијама. Он се тада усмерио на решавање једног веома сложеног и тада актуелног питања из домена примене статичких метода на конструкцији модуларних армиранобетонских мостова. Докторски испит Миланковић је положио у 25. години, 12. децембра 1904. на Високој техничкој школи у Бечу, и то расправом под називом Теорија линија притиска. Докторат је положио пред комисијом у којој су била четири члана: Јохан Брик (председник комисије), Лудвиг фон Тетмајер (ректор), Јозеф Фингер (професор рационалне механике) и Емануел Чубер. Миланковић је први српски доктор техничких наука.

### Средње доба

#### Грађевински инжењер
Почетком 1905. године, на основу препоруке, Миланковић је примљен у познату бечку грађевинску фирму барона Адолфа Питела, где је убрзо заузео једно од главних места у конструктивном бироу. Миланковићево радно место се састојало у обављању најсложенијих прорачуна статичке природе када је требало конструисати нове објекте од армираног бетона. У то време, армирани бетон био је релативно нов грађевински материјал који се почео нагло користити у свим областима грађевине. Миланковић је један од првих стручњака који је у грађевинарство увео математичко моделовање, напустивши дотадашњи геометријски (графички) метод пројектовања. Након мање од годину дана по запослењу, Миланковић се нашао пред проблемом пројектовања великог магацина и фабричке хале од армираног бетона. Сложеност тих пројеката састојала се у томе што нису постојале математичке формуле на основу којих би се могле одредити димензије арматурних греда и носећих плоча. Тада је Миланковић, уверен у своју докторску тезу односно у валидност опште теорије еластичности, стрпљиво радио на прорачунавању које ће објавити у стручном часопису и патентирати под називом Прилог теорији армиранобетонских носача. Други рад на исту тему а на основу нових резултата објавио је 1906. године. Резултат је био посебно видљив на пројекту армиранобетонског акведукта за хидроцентралу у Себешу, у Ердељу, који је урадио на почетку своје инжењерске каријере. Током пет година колико је провео у бечком предузећу, Миланковић је осим себешког акведукта радио на следећим објектима: пројектовао је акведукт у Семерингу и Питену, мостове у Крању, Банхилди и Ишли, затим београдске канализације, те Крупову фабрику метала у Бердорфу. Остварио је шест одобрених и штампаних патената од великог теоријског и практичног значаја чиме је стекао славу истакнутог изумитеља, као и финансијску добит.
Миланковић је радио као грађевински инжењер у Бечу све до 1. октобра 1909. године, када је прихватио позив за ванредног професора Београдског универзитета — на Катедри примењене математике, у склопу које су биле рационална и небеска механика, као и теоријска физика. Иако је имао веома значајне радове који су се тицали армираног бетона, млади Миланковић је ипак био одлучио да се посвети фундаменталним истраживањима. Држављанин Краљевине Србије је постао 12. јануара 1911. (31. децембра 1910), након што је Петар I Карађорђевић одобрио решење Државног Савета број 11911 од 3. јануара 1911. (21. децембра 1910) године. Одлука је објављена у званичним Српским новинама 20. (8) јануара 1911. Миланковићева плата ванредног професора била је десет пута мања од оне коју је имао као инжењер у Бечу; стога је наставио да хонорарно ради статичке прорачуне у грађевинарству и када се преселио у Србију. Миланковић је прихватио позив свог школског друга са бечке Технике и власника грађевинске фирме Петра Путника да од армираног бетона изради пројекат мостова у распону од 30 m на стеновитим обалама на будућој траси пруге Ниш—Књажевац, у долини Тимока. Миланковић, коме се ова идеја веома допала, брзо је израдио статички прорачун за све мостове, а управо његово решење било је главни разлог да Српске државне железнице — СДЖ доделе посао предузећу Петра Путника, који је убрзо започео радове (1912. године). Као резервни официр, учествовао је у Балканским ратовима. Био је на дужности референта за страну кореспонденцију у Штабу Дунавске дивизије првог позива, а потом у Пресбироу Врховне команде.

#### Осунчавање планета
Миланковић се од 1911. године почео занимати за климатологију. Проучавајући научне радове савременог климатолога Јулијуса фон Хана, Миланковић је уочио значајно питање које ће постати једно од главних области његовог научног истраживања: мистерија леденог доба. Идеју о могућем утицају астрономских фактора на климатске промене први пут је у обзир узео астроном Џон Хершел (1792—1871); касније, идеју је утемељио геолог Лујс Агаши (1807—1873). Упоредо с тим, било је још неколико покушаја да се објасне климатске промене узроковане астрономским силама (најзначајнија од њих је теорија коју је поставио Џејмс Крол 1870-их). Миланковић је такође проучавао радове Жозефа Адемара и Џејмса Крола, чије су пионирске теорије о астрономском пореклу леденог доба званично одбачене од њихових савременика. У то доба, климатолози и геолози имали су преовлађујући став да ледено доба настаје под утицајем океана-вулкана. Иако су имали поуздане геолошке податке о простирању глацијације на Алпима, климатолози и геолози ипак нису могли да открију основне узроке, поготово због тога што су променљиве вредности осунчавања на Земљи током претходних доба биле ван домашаја ових наука. Међутим, Миланковић је одлучио да прати њихов пут и покуша исправно да израчуна магнитуде таквих промена. Он је тражио решење овог сложеног проблема у области сферне геометрије, небеске механике и теоријске физике. Почео је да ради на проучавањима 1912. године, и то након што је уочио да је: „... метеорологија ништа друго него прикупљање бројних емпиријских налаза, већином нумеричких података са коришћењем физике у траговима да се оне објасне... Напредна математика нема улогу у овој науци...” Његов први рад егзактно описује садашњу климу на Земљи и како Сунчеви зраци одређују температуру на површини Земље након проласка кроз атмосферу. Први рад на ову тему штампао је под називом Прилог теорији математске климе у Београду, 5. априла 1912. године. Његов следећи рад на исту тему објављен је под називом О распореду сунчеве радијације на површини Земље, 5. јуна 1913. године. Исправно је израчунао интензитет осунчавања и унапредио математичку теорију описујући климатске зоне, односно извршио је прорачун осунчавања за поједине упореднике од полутара (0°) до Земљиних обртних полова (90°). Његов главни циљ је била изградња једне интегралне математичке теорије која ће повезати топлотне услове на планетама с њиховим кретањем око Сунца. Миланковић је о томе написао: „... таква теорија ће бити способна да нас одведе више од самог директног посматрања, не само у васиони, већ и у времену... Биће могуће реконструисати Земљину климу и њено предвиђање, али даће нам и прве поуздане податке о климатским условима на другим планетама.” Након тога, почео је да тражи математички модел космичког механизма како би објаснио Земљину климатску и геолошку прошлост. Објавио је рад на ту тему 1914. године, под називом О питању астрономских теорија ледених доба. Међутим, космички механизам није био лак проблем и Миланковићу ће требати више од две деценије за усавршавање ове теорије.
У исто време избила је Јулска криза између Аустроугарске и Србије, која ће довести до Великог рата. Миланковић се 14. јуна 1914. године оженио Шапчанком Христином Тинком Топузовић (пријатељицом Делфе Иванић) у Вазнесењској цркви у Београду, након чега одлазе на свадбено путовање у његово родно село Даљ. Како је у то време био држављанин Србије са којом је Аустроугарска у ратном стању, Миланковић је ухапшен. Затворен је у једну стару жандармеријску касарну, а потом пребачен у логор Нежидер на Балатонском језеру. Описао је свој први дан у затвору следећим речима:
| „ | Иза мене су се затворила тешка гвоздена врата... Седох на кревет, обазрах се око себе и почех да мислим о свом новом друштвеном положају... У мом ручном коферу који сам понео са собом налазили су се моји већ штампани или тек започети радови о моме космичком проблему; ту је било и чисте хартије. Почех да прелиставам те списе, узех у руке своје верно перо, стадох да пишем и рачунам... После поноћи се обазрах по собици, запитах се де се налазим. Изгледала ми је као преноћиште на моме путовању по васиони. | ” |

Његова супруга Христина је отишла у Беч како би разговарала са Емануелом Чубером, који је био његов ментор и добар пријатељ. Користећи друштвене везе, професор Чубер је издејствовао Миланковићево ослобађање из логора и дозволу да Миланковић заробљеништво проведе у Будимпешти с правом на рад. Након шест месеци проведених у логору, Миланковић је децембра 1914. године стигао у Будимпешту, где је био у обавези да се јавља у полицијску станицу једном недељно. Убрзо након доласка, Миланковић се срео са директором библиотеке Мађарске академије науке, Коломаном фон Силијем, који је као математичар оберучке прихватио Миланковића и омогућио му да несметано ради како у библиотеци тако и у Централном метеоролошком институту. Миланковић је провео у Будимпешти четири године, скоро цео рат. Наставио је веома студиозно радити на теорији клима. Користећи математички метод радио је на проучавању садашњих клима планета унутрашњег Сунчевог система. 1916. године објавио је рад под називом Испитивање климе планете Марс. Миланковић је израчунао да је просечна температура у доњим слојевима Марсове атмосфере −45 °C (−49 °F) и просечна температура тла −17 °C (1 °F). Такође је закључио следеће: „Ова велика разлика између температуре тла и доњег слоја атмосфере није неочекивана. Велика прозирност Марсове атмосфере за Сунчеве зраке чини да је Марсова клима веома слична висинској клими наше Земље, која се такође одликује високом температурама тла, а ниским температурама ваздуха.” Данас се поуздано зна да је просечна температура тла −55 °C (−67 °F), али да се температуре тла и ваздуха генерално разликују. У сваком случају, Миланковић је теоријски доказао да Марс има веома екстремну климу.
Поред разматрања Марса, Милутин Миланковић се бавио и климатским условима који владају на Меркуру и на Венери. Посебно су значајни прорачуни температурних услова на Месецу. Миланковић је знао да један дан на Месецу траје 15 земаљских дана, те да толико износи и дужина ноћи. Потом је израчунао да температура тла на дневној страни Месеца у подне достиже +100,5 °C. Такође, израчунао је да температура током раног јутра на Месецу — тачније, пре појаве Сунца над хоризонтом — износи −58 °C. Данас се поуздано зна да дневна температура на Месечевој површини достиже +108 °C, а ноћна пада и до −153 °C.
У Пешти се децембра 1915. године родио Милутинов син Василије (1915—2003), који је умро у Аустралији и од кога Миланковић има двоје унука и праунуке.
Након рата, Миланковић се са породицом вратио у Београд, 19. марта 1919. године. Наставио је каријеру на Универзитету; изабран је за редовног професора небеске механике на Филозофском факултету, а Указ о постављењу потписан је 29. септембра 1919. године. Миланковић је од 1912. до 1917. године објавио седам научних радова о математичкој теорији климе, како за Земљу тако и за друге планете. Формулисао је прецизан нумерички климатолошки модел с капацитетом за реконструкцију прошлости као и за предвиђање будућности, те је установио астрономску теорију климе као генералну математичку теорију осунчавања. Када су најважнији проблеми у теорији били решени и основе за будући рад постављене, Миланковић је завршио књигу која је 1920. године објављена у Паризу на француском језику, под називом Математичка теорија топлотног феномена узрокована сунчевим зрачењем (фр. Théorie mathématique des phénomènes thermiques produits par la radiation solaire). Убрзо након објављивања, метеоролози су овај рад препознали као значајан допринос проучавању садашњих климатских услова. Егзактни радови Левиса Фрија Ричардсона из 1922. године, као и Вилхелма Бјеркнеса из 1924. године, представљају темељ и пионирске радове из којих ће се развити савремена нумеричка прогноза времена. За дописног члана Српске академије наука Миланковић је изабран 1920. године.

#### О брзини светлости
Миланковић је објавио два рада о релативности. Први рад „О теорији Мајкелсоновог експеримента" публиковао је 1912. године. Радио је истраживања о овој теорији и 1924. године. У ствари, његови радови били су о специјалној теорији релативности и оба рада на тему Мајкелсоновог експеримента (сада познатом као Мајкелсон—Морлијев експеримент) који је дао снажан доказ против теорије етра. У светлу Мајкелсоновог експеримента дискутовао је о валидности другог постулата Специјалне теорије релативности, да је брзина светлости иста у свим референтним системима. До своје смрти, остао је убеђен да брзина светлости у космичким просторима не може бити константна. Занимљиво да се на прелазу из 20. у 21. век у науци све више наводи појам варијабилна (променљива) брзина светлости.

#### Ревизија јулијанског календара
Милутин Миланковић је 1923. године предложио реформу јулијанског календара. Суштина његовог предлога је да су преступне све године дељиве са 4, не укључујући секуларне године осим ако при дељењу са 900 дају остатак или 200 или 600 (2000, 2400, 2900, 3300, 3800... су секуларне али ипак преступне). Према грегоријанском календару, преступне године су све оне које су дељиве са 4 не укључујући секуларне године осим ако при дељењу са 400 дају остатак 0 (400, 800, 1200, 1600, 2000, 2400, 2800, 3200, 3600, 4000... су секуларне али ипак преступне).
У мају 1923. године, Православна црква је у начелу прихватила календар; уклоњена је разлика од 13 дана (1—13. октобар 1923) настала од Никејског сабора до 20. века, а такође бројне цркве су усвојиле измењени алгоритам преступних година. Датуми Ускрса и сродних празника и даље би се обрачунавали по обрасцу јулијанског календара. У то време, Миланковић је изражавао сумњу да период обртања Земље можда није константан; међутим, ово је било немогуће доказати и потврдити све до појаве кварцних и атомских часовника. Варијације у периоду обртања Земље су главни узрок нетачности како грегоријанског тако и ревидираног јулијанског (Миланковићевог) календара када се посматрају огромни временски распони.

#### Орбиталне варијације и циклуси ледених доба
Миланковићеви радови на астрономском објашњењу ледених доба, поготово његова крива осунчавања за протеклих 130.000 година, добили су подршку од климатолога Владимира Кепена и геофизичара Алфреда Вегенера. Кепен је приметио да Миланковићева теорија може бити корисна за палеоклиматолошка истраживања. Миланковић је добио дописницу 22. септембра 1922. године од Владимира Кепена, који је затражио да прошири своје прорачуне са 130.000 година до 600.000 година. Њих двојица су се сложила да су хладна лета кључна за решавање мистерије. Након усавршавања математичке машинерије која је била способна да прорачуна осунчавање било ког датог упоредника и за било које годишње доба, Миланковић је био спреман да започне математички опис климе Земље у прошлости. Провео је 100 дана радећи прорачуне и припремајући дијаграм промена Сунчевог зрачења на северним упоредницима полулопте (55°, 60° и 65°) за прошлих 650.000 година. Миланковић је веровао да су ови упоредници најосетљивији на промене топлотне равнотеже на Земљи. Резултујућа крива приказује промене осунчавања које су одговорне за серију ледених доба. Кепен је био уверен да је Миланковићев теоретски приступ Сунчевој енергији био логичан приступ за решавање проблема. Његова крива осунчавања укључена је у раду под називом Климе геолошке прошлости, који су 1924. објавили Владимир Кепен и његов зет Алфред Вегенер.
Миланковић је поставио Сунце у средиште своје теорије, као једини извор топлоте и светлости у Сунчевом систему. Узео је у разматрање три циклична кретања Земље: елипсина ексцентричност (100.000-годишњи циклус — Јохан Кеплер, 1609), нагиб осе ротације (41.000-годишњи циклус — од 22,1° до 24,5°; садашњи нагиб Земљине осе је 23,5° — Лудвиг Пилграм, 1904) и прецесија (24.000-годишњи циклус — Хипарх, 130. п. н. е.). Сваки циклус има засебан временски период током којег планета прима тачно одређене количине Сунчеве енергије. Промене у геометрији током кретања воде до промена на упоредницима у осунчавању (долазећа Сунчева топлотна енергија; опада са квадратом удаљености). Ове орбиталне варијације, које су под утицајем гравитације Месеца, Сунца, Јупитера и Сатурна основа су Миланковићевих циклуса.
За дописног члана Српске краљевске академије Милутин Миланковић је изабран у 41. години живота, 7. марта 1920. године. У време када је Миланковић примљен за дописног члана академије њен председник је био Јован Жујовић (1856—1936). За просветитељски допринос одликован је 25. јуна 1923. године Орденом Светог Саве трећег реда од краља Александра I Карађорђевића. Миланковић је за редовног члана СКА изабран у 46. години живота, 14. маја 1925. године. Метеоролошка служба Краљевине Југославије постала је пуноправан члан Међународне метеоролошке организације захваљујући умногоме Миланковићу; он је тамо представљао Југославију дуги низ година. Кепен је предложио Миланковићу 14. децембра 1926. године да прошири своје прорачуне на 1.000.000 година и пошаље резултате Бартелу Еберлу, који је истраживао редослед глацијације у северном предгорју Алпи. Еберлова истраживања су показивала податке о појави глацијације и пре 650.000 година. Еберл је објавио своје налазе у Аугзбургу 1930. године, заједно са Миланковићевом кривом.
Између 1925. и 1928. Миланковић је написао научно-популарну књигу Кроз васиону и векове, у виду писама анонимној младој дами. Дело говори о историји астрономије, климатологији и науци уопштено кроз низ имагинарних посета аутора и његове неименоване пријатељице различитим одредницама у васиони и времену које обухватају формирање Земље, затим посета древним цивилизацијама, чувеним античким и ренесансним мислиоцима и њиховим достигнућима, као и радовима Милутинових савременика — Кепена и Вегенера. У „писмима” Миланковић образлаже и своју астрономску теорију климе, а описује је и сложене проблеме небеске механике на поједностављен начин.
Након тога, Миланковић је у обимном делу Приручник климатологије написао уводни део под називом Математичка наука климе и астрономска теорија климатских промена, у издању Кепена 1930. године на немачком (преведено на руски 1939). 1935. године је објавио књигу Небеска механика. Овај уџбеник користи систематски векторски рачун за решавање проблема небеске механике.
Од 1933. до 1940. године професор Миланковић је био члан испитне комисије за полагање државног испита из предмета Небеска механика за особље Астрономске опсерваторије у Београду. Од 1936. до 1939. године био је председник првог Националног комитета за Астрономију, уз чију делатност је Југославија постала члан Међународне астрономске уније. Миланковић је 20. децембра 1938. године одликован Југословенском круном трећег реда коју му је доделио краљ Петар . На предлог Стјепана Мохоровића и Војислава Гредића, на годишњој скупштини Југословенског астрономског друштва (данас Астрономско друштво „Руђер Бошковић”), 20. јануара 1940. године изабран је за почасног члана.
У периоду од 1935. до 1938. године, Миланковић је радио на израчунавању у коликој ће мери ледени покривачи реаговати на дату промену осунчавања. Миланковићу је пошло за руком да утврди математички однос између летњег осунчавања и надморске висине граничне линије снега и да тако одреди колико би повећање снежног покривача уследило као последица било које дате промене у летњем осунчавању. Своје резултате објављује 1938. године у раду Нови резултати астрономске теорије климатских промена. Геолози су добили графикон са кога су могли да извуку граничне надморске висине ледених покривача за било које време у последњих 600.000 година. Ову теорију су касније усавршили Белгијанац Андре Бергер и Француз Жак Ласкар.

#### Путања полова ротације
Током разговора са Вегенером, утемељивачем теорије о померању континената, Миланковић се заинтересовао за саму унутрашњост Земље и за кретање полова. Обећао је Вегенеру да ће истражити путању полова ротације. Миланковић је новембра 1929. године добио позив од професора Бена Гутенберга из Дармштада да сарађује на обимном десетотомном Приручнику из геофизике и објави свој поглед на проблем секуларне варијације Земљиних обртних (ротационих) полова. Вегенер је у свом научном делу изнео бројне емпиријске доказе који су ишли у прилог великим догађајима током Земљине прошлости (померању континената). Међутим, један од главних доказа који је посебно опседао Вегенера а потом и Миланковића било је откриће великих резерви каменог угља на Свалдбарским острвима у Северном леденом океану, које нису могле да се формирају на садашњим географским ширинама на овој локацији. У међувремену, Вегенер је настрадао услед хипотермије новембра 1930. године, током четврте експедиције на Гренланду. Миланковић је постао убеђен да континенти „плове” на флуидној подлози и да на положај континенталних маса у односу на осу ротације утичу центрифугалне силе инерције, које могу да избаце Земљину осу из равнотеже и натерају је да се креће. Трагедија коју је Вегенер доживео додатно је мотивисала Миланковића да истраје у решавању проблема померању полова.
У периоду од 1930. до 1933. године, Миланковић је на проблему нумеричког секуларног (вековног) померања полова ротације. Земљу у целини као небеско тело сматрао је као флуидним телом, које се у случају кратког трајања силе понаша као чврсто тело (слично нењутновској течности), али под одређеним утицајем и као еластично тело. Користећи векторску анализу Милутин је направио математички модел Земље, који му је служио за стварање Теорије секуларног померања Земљиних полова. Миланковић је извео једначину секуларне путање Земљиног пола и једначину померања пола дуж ове путање, једначине у науци познате још и као Миланковићева теорема. Ове једначине су га довеле до одређивања 25 тачки положаја Земљиног пола на путањи за обе полулопте. Овај математички прорачун довео је Миланковића до 16 тачки у прошлост, које представљају ране положаје истраживања; 8 тачки представљају будуће положаје истраживања пола ротације. Нацртао је мапу пута Земљиних полова за последњих 300 милиона година и утврдио да се промене дешавају у интервалу од 5 милиона година (минимум) до 30 милиона година (максимум). Сматрао је да секуларна путања полова зависи само од конфигурације Земљиног спољног омотача и тренутног положаја пола на њој, тачније на геометрији Земљине масе. Такође, на основу Миланковићевог модела, континентални блокови тону у своју основну флуидну подлогу и клизе уоколо с циљем да се постигне изостатичка равнотежа. Миланковић је 1932. године у Београду објавио свој рад под називом Нумеричко израчунавање секуларне путање земљиних полова ротације. Предавање о привидном померању полова одржао је на Конгресу балканских математичара у Атини 1934. године. Исте године, Миланковић публикује чланак посвећен Алфреду Вегенеру и његовом делу под насловом О померању Земљиних полова — Успомена на Алфреда Вегенера.
У исто време, Миланковић је за Приручник геофизике — који је приредио Бено Гутенберг, а 1933. године објавио Владимир Кепен — написао четири поглавља на 308 страна. Поглавља су имала следеће наслове: Положај и кретање Земље у простору васионе, Ротационо кретање Земље, Секуларна померања полова и Астрономска средства за испитивање климе током Земљине прошлости.
У почетку, Миланковићев рад на путањи полова добро су прихватали само Кепенови сарадници јер већи део научничке заједнице је био скептичан како према Вегенеровој, тако и према Миланковићевој старој и новој теорији. Међутим, касније током 1950-их и 1960-их, услед развоја нове научне дисциплине у геофизици познате као палеомагнетизам, долази се до кључних доказа на основу проучавања записа о магнетском пољу Земље, сачуваним у различитим магнетичним минералима током геолошког времена, а о геомагнетској реверзији и путањи полова. Палеомагнетски докази су искоришћени за оживљавање теорије о кретању континената и њену трансформацију у теорију тектонике плоча током 1960-их и 1970-их. Такође, за разлику од Миланковићеве линеарне путање полова, уз помоћ палеомагнетизма извршиће се реконструкција путање полова током геолошке прошлости, која ће показати нелинеарну путању. Међутим, треба имати у виду да је Миланковић у своје време имао једини поуздан емпиријски доказ за калибрисање свог математичког метода — периода карбона — односно геолошког периода када су настали данашњи слојеви угља.

### Старије доба
Да би објединио научна дела о теорији Сунчевог зрачења која су се налазила у бројним књигама и свескама, Миланковић почиње рад на свом животном делу 1939. године. Ова обимна књига је објављена под називом Канон осунчавања Земље и његова примена на проблем ледених доба и покрива скоро три деценије истраживања — укључујући велики број формула, прорачуна и шема — те такође сумира универзалне законе помоћу којих је могуће објаснити цикличне климатске промене за које ће касније постати епоним. Миланковић је провео две године уређујући и пишући Канон. Текст је предат на штампање 2. априла 1941. године — четири дана пре инвазије Нацистичке Немачке и њених савезника на Краљевину Југославију. Током бомбардовања Београда 6. априла 1941. године, штампарија у којој се рад почео штампати је уништена; међутим, већи део табака је остао неоштећен у магацину. Након окупације Србије, 15. маја 1941. године, двојица немачких официра и геолога који су на пропутовању за Блиски исток стигли у Београд, свратили су у кућу код Миланковића преневши му поздраве од професора Волфанга Соргела из Фрајбурга. Миланковић им је предао тек одштампан Канон да би га се однело Соргелу и на тај начин сачувало. Миланковић није учествовао у раду Универзитета током окупације, а након рата ће бити поновно постављен за професора.
Канон је објавила Српска академија наука и уметности на 626 страна и на немачком језику као Kanon der Erdbestrahlung und seine Anwendung auf das Eiszeitenproblem. Наслови шест поглавља књиге гласе:
1. Кретање планета око Сунца и њихов међусобан поремећај
2. Обртање Земље
3. Секуларно померање обртних полова Земље
4. Осунчавање Земље и његове секуларне промене
5. Веза између осунчавања и температуре Земље и температуре њене атмосфере. Математичка теорија климе
6. Ледено доба, његов механизам, структура и хронологија

Професор Миланковић налазио се, по неким подацима, међу групом интелектуалаца која је потписала Апел српском народу, а који је објавио лист „Ново време" августа 1941. године. Међутим, у његовој званичној биографији, стоји званичан податак Универзитета у Београду да је професор Миланковић био један од ретких професора тог универзитета који је одбио да потпише тај документ. Током немачке окупације од 1941. до 1944. године, Миланковић се повукао из јавног живота и одлучио да напише „историју свог живота и рада”. Његова аутобиографија ће бити објављена под насловом Успомене, доживљаји и сазнања 1952. и 1957. године.

#### Историја науке
Након рата, Миланковић је изабран за потпредседника Српске академије наука и то у три мандата у периоду од 1948. до 1958. године. Од 1948. до 1951. налазио се на месту директора Астрономске опсерваторије у Београду. 1948. године постао је члан Комисије 7 за небеску механику Међународне астрономске уније када је ова установа обнављала своју делатност након рата. Исте године, Миланковић је примљен за члана Италијанског палеонтолошког института. Новембра 1954. године, након педесет година од одбране докторског рада, Миланковићу је уручена златна диплома Доктора техничких наука од Високе техничке школе у Бечу. За дописног члана немачке Академије природњака „Леополдина” из Халеа у Источној Немачкој бива изабран 1955. године.
Отприлике у исто време, Миланковић почиње да пише и објављује бројне научно-популарне књиге из историје науке, укључујући: Исак Њутн и Њутнова Принципија (1946), Оснивачи природних наука Питагора — Демокрит — Аристотел — Архимед (1947), Историја астрономске науке од њених почетака до 1727. (1948), Кроз царство науке — слике из живота великих научника (1950), 22 века хемије (1953) и Техника у току давних векова (1955).
У периоду од 1927. до своје смрти, Миланковић је живео у Професорској колонији у Београду.
Након више деценија рада, 1955. године са позиције професора небеске механике Филозофског факултета одлази у пензију.
Његове научне теорије нису сасвим биле прихваћене током његовог живота, него тек касније. Очекивао је да свеопште признање свог научног дела добије на научном конгресу у Риму 1953. године, али је доживео разочарање.

#### Последње године
Последњи текст који је написао није била научна расправа, већ оглед о песми „Смрт Марка Краљевића”.
Миланковић је доживео мождани удар и преминуо је 12. децембра 1958. године у 79. години живота, у Београду где је и сахрањен. Оставио је опоруку да његови посмртни остаци буду пребачени у Даљ, што је учињено 1966. године када су пренети и сахрањени на тамошњем православном гробљу.

## Након смрти
Након смрти, већи део научне заједнице оспорио је Миланковићеву „астрономску теорију” и није више признавао резултате његовог истраживања. Међутим, десете године од његове смрти и педесет година од првог објављивања, Миланковићева теорија је поново узета у разматрање. Његову књигу је 1969. године превео са немачког на енглески језик „Израелски програм за научне преводе” под називом Canon of Insolation of the Ice-Age Problem и објавили су је америчко министарство трговине и Национална научна фондација из Вашингтона. Претходно је Чезаре Емилијани 1955. године на Универзитету у Чикагу направио значајан напредак тако што је после извршених испитивања дубокоморских језгара открио да флуктуације у саставу фораминифера представљају доказ о најмање седам интерглацијалних периода.
У почетку до признања се долазило веома споро, али касније теорија се доказала као исправна. 1972. године Ананду Вернекер са Универзитета у Мериленду извршио је прорачуне како су се геометрије Земљине орбите и интензитет осунчавања мењали током протеклих 2 милиона година, те како ће се мењати за наредних 100 хиљада година. Сарадници на пројекту CLIMAP (енгл. Climate: Long Range Investigation, Mapping and Production) — Џејмс Хејс, Џон Имбри и Николас Шекелтон — коначно су прекинули расправу и доказали Миланковићеве циклусе. Научници су 1972. завршили временску скалу климатских догађаја за прошлих 700.000 година из узорака седимената са дна Индијског океан, након чега су извршили анализу узорака језгра и четири године касније дошли до закључка да се у прошлих 500.000 година клима мењала зависно од нагиба Земљине обртне осе и прецесије. Нови главни пројекат из 1988. под именом COHMAP (енгл. Cooperative Holocene Mapping Project) реконструисао је обрасце глобалних климатских промена у последњих 18.000 година, а поново је показано да кључну улогу имају астрономски фактори. Пројекат SPECMAP (енгл. Spectral Mapping Project) из 1989. године показао је да до климатских промена долази због промена у Сунчевом зрачењу сваког од ова три астрономска циклуса. 1999. показало се да разлике у изотопском саставу кисеоника у седиментима са дна океана следе Миланковићеву теорију. Постоје и друге, новије студије које указују на валидност Миланковићеве теорије. Иако су орбиталне силе климатских промена добро прихваћене, детаљи о томе како орбитална кретања доводе до промена осунчавања па тако и саме климе и дан-данас се расправљају.

## Наслеђе
У част за његова достигнућа у астрономији, 1965. године — након успешних совјетских мисија које су обавиле снимање даље стане Месеца — научници Совјетске академије су један кратер на страни Месеца коју не видимо назвали „Миланковић” (координате: +170°, +77°). Ова одлука је потврђена на 14. Генералној скупштини Међународне астрономске уније 1970. године, одржане у Брајтону (Уједињено Краљевство). По њему је назван и кратер на Марсу (координате: +147°, +55°). Ова одлука је донета на 15. Генералној скупштини М. А. У. 1973. године у Сиднеју (Аустралија).
Један астероид носи назив 1605 Миланковић, а у почетку је носио службену ознаку 1936 GA; открио га је астроном Петар Ђурковић с Београдске опсерваторије 1936. године. На предлог ове опсерваторије, Међународна астрономска унија га је преименовала 1979. године, на 100. годишњицу рођења Милутина Миланковића. На хиљаде ових небеских тела се налази у појасу између Јупитера и Марса. Такође, на 100. годишњицу рођења Миланковића амерички научници Џон Имбри и Кетрина Палмер Имбри објавили су књигу под називом Ледено доба: решење тајне (енгл. Ice Ages: Solving the Mystery), у којој су дали пуно признање Миланковићевој теорији. Књига је преведена и објављена на српски 1981. године.
По њему је назван кратер на даљој страни Месецa величине 34 km, затим кратер на Марсу пречника 118 km.
Године 1983. одржан је међународни научни скуп у америчкој држави Њујорк, на Геолошкој опсерваторији Ламонт Доерти на Универзитету Колумбија, а носио је назив Миланковић и клима чиме је одата велика почаст научном доприносу српског великана. У Перуђи (Италија), 1988. године организован је научни скуп под називом Циклостратиграфија. На њему је званично промовисана нова истраживачка метода која у основи има Миланковићеве циклусе осунчавања и која у ритмичким сменама слојева стена детектује хладније и топлије циклусе кроз које је прошла наша планета. 1993. године установљена је Медаља Милутин Миланковић коју сваке године додељује Европско геофизичко друштво (од 2003. носи назив Европска геофизичка унија), у области дуготрајних промена климе и моделовања. Спомен-биста Милутина Миланковића постављена је 1995. године испред Универзитета у Новом Саду. Скулптура је дело вајара-аматера, лекара др Јокановића. Наса је у свом издању На раменима гиганта сврстала Миланковића међу 15 највећих умова свих времена у области науке о Земљи.
Завод за уџбенике и наставна средства из Београда, у сарадњи са Музејом науке и технике САНУ, објавио је 1977. године Изабрана дела Милутина Миланковића. Спомен-биста Милутина Миланковића свечано је откривена 2001. године испред Геомагнетног института у Гроцкој. Скулптура је дело Дринке Радовановић. Његов лик се од 2011. налази на новчаници од 2000 српских динара, као и на поштанској маркици из 2004. године бивше државне заједнице Србије и Црне Горе. Некадашњи Трећи булевар на Новом Београду понео је назив Булевар Милутина Миланковића.
У дворишту родне куће Миланковића у Даљу свечано је откривена спомен-биста Милутина Миланковића 20. јуна 2016. године. Бисту су открили председник Владе Србије Александар Вучић и председница Хрватске Колинда Грабар Китаровић.
У парку Милутина Миланковић у Врачару, у Београду, 26. јуна 2017. године свечано је откривен споменик Милутина Миланковића. Споменик су открили министар културе и информисања Владан Вукосављевић, градски менаџер Горан Весић и председник Удружења Милутин Миланковић Славко Максимовић. Споменик је дело академског вајара Зорана Ивановића.
У Српској културној башти у Рокфелеровом парку у Кливленду (Охајо, САД), 20. августа 2017. године свечано је откривена спомен-биста Милутина Миланковића. Скулптура је дело академског вајара Ивана Фелкера.
НАСА га је уврстила у 10 највећих научника који су се бавили проучавањем Земље. Према неким изворима је најцитиранији српски научник свих времена.
Постоји иницијатива да се у Београду оснује музеј посвећен његовом раду.
По њему је названа Геолошка и хидрометеоролошка школа „Милутин Миланковић”.

## Одликовања
- Орден Светог Саве, III степен, 25. јун 1923.
- Орден славе, Тунис, III степен, 25. јун 1925.
- Оден белог орла, V степен, 1929.
- Орден фениска, Грчка, 1935.
- Орден југословенске круне, III степен, 20. децембар 1938.

## Патенти
У табели испод приказано је осам патената који могу да се припишу великом српском научнику Милутину Миланковићу.
Легенда:      Проналазак Милутина Миланковића     Проналазак Милутина Миланковића и Теодора Кројца     Аналог патента      Аналог патента 
| Патенти Милутина Миланковића | Патенти Милутина Миланковића | Патенти Милутина Миланковића                                                                     | Патенти Милутина Миланковића     | Патенти Милутина Миланковића | Патенти Милутина Миланковића | Патенти Милутина Миланковића |
| №                            | Назив патента                | Назив патента                                                                                    | Назив патента                    | Време и место                | Време и место                | Број патента                 |
| №                            | Оригинални назив             | Назив преведен на српски језик                                                                   | Назив преведен на енглески језик | Датум                        | Територија                   | Број патента                 |
| ---------------------------- | ---------------------------- | ------------------------------------------------------------------------------------------------ | -------------------------------- | ---------------------------- | ---------------------------- | ---------------------------- |
| 1                            |                              | Таваница од армираног бетона                                                                     |                                  | 17. 6. 1905.                 | Аустрија                     |                              |
| 2                            |                              | Таваница од армираног бетона са топлотном изолацијом од бала трске, сламе или сличног материјала |                                  | 23. 12. 1907.                | Аустрија                     |                              |
| 3                            | мађ.                         | Машина за производњу балиране трске, сламе или сличног материјала за топлотну изолацију          |                                  | 4. 4. 1908.                  | Мађарска                     |                              |
| 4                            |                              | Поступак за производњу шупљих армиранобетонских плоча                                            |                                  | 16. 6. 1908.                 | Аустрија                     |                              |
| 5                            | фр.                          | Машина за производњу балиране трске, сламе или сличног материјала за топлотну изолацију          |                                  | 15. 8. 1908.                 | Француска                    |                              |
| 6                            | енгл.                        | Поступак за производњу шупљих армиранобетонских плоча                                            |                                  | 15. 6. 1909.                 | САД                          |                              |
| 7                            |                              | Бетонски зид                                                                                     |                                  | 28. 5. 1918.                 | Мађарска                     |                              |
| 8                            | срп.-хрв.-сло.               | Противаеропланско топовско зрно                                                                  |                                  | 11. 5. 1933.                 | Југославија                  |                              |

Напомене:

1. — База података Европске патентне организације (енгл. Database of the European Patent Office)
2. Е-регистар Мађарског завода за интелектуалну својину (енгл. E-Register of Hungarian Intellectual Property Office)
3. База Завода за интелектуалну својину Републике Србије (енгл. Found in paper patent database of the Intellectual Property Office of the Republic of Serbia)

## Одабрана дела
- Théorie mathématique des phénomènes thermiques produits par la radiation solaire, XVI, 338 S. – Paris: Gauthier-Villars, 1920.[110]
- Кроз васиону и векове. Нови Сад: Матица српска, 1928.[111][112]
- Reforma julijanskog kalendara. Srpska Kr. Akad. Pos. Izda’na 47: 52 S., Beograd: Sv. Sava, 1923.[113]
- Mathematische Klimalehre und astronomische Theorie der Klimaschwankungen. In: Köppen, W.; Geiger R. (ed): Handbuch der Klimatologie, Bd. 1: Allgemeine Klimalehre, Berlin: Borntraeger, 1930.[114]
- Mathematische Klimalehre. In: Gutenberg, B. (ed) Handbuch der Geophysik, Berlin: Borntraeger, 1933.[115]
- Durch ferne Welten und Zeiten, Briefe eines Weltallbummlers. 389 S. – Leipzig: Koehler & Amelang, 1936.[116]
- Kanon der Erdbestrahlung und seine Anwendung auf das Eiszeitenproblem. Académie royale serbe. Éditions speciales; 132 [vielm. 133]: XX, 633, Belgrad, 1941.[117]
- Canon of insolation and the ice-age problem. English translation by the Israel Program for Scientific Translations, published for the U.S. Department of Commerce and National Science Foundation, Washington, D.C.: 633 S., 1969.
- Canon of Insolation and the Ice-Age Problem. Pantic, N. (ed), Beograd: Zavod Nastavna Sredstva, 634 S., 1998.[118]

## Галерија
- Кућа Милутина Миланковића
(Београд)[119]
- Кроз васиону и векове, насловница научно-популарне књиге Миланковића (1928), која је имала бројна издања
- Биста Милутина Миланковића
(Математички институт САНУ)
- Биста Милутина Миланковића
(ПМФ у Новом Саду)
- Биста Милутина Миланковића, рад Сретена Стојановића (Спомен-збирка Павла Бељанског, 1944)

### Документарци
- „Милутин Миланковић по други пут међу Србима” — сајт РТВ РС
- Путник кроз васиону и векове — документарац посвећен животу и делу Миланковића, снимљен 2007. у продукцији удружења „Милутин Миланковић”, „Застава филма” и „Имиџ дизајн студија”, у режији Душана Вулековића
- Историја науке: Милутин Миланковић — епизода серијала о знаменитим личностима на Јутјуб каналу РТС Образовно-научни програм
- У сазвежђу великана: Милутин Миланковић — епизода серијала о знаменитим личностима на Јутјуб каналу РТС Образовно-научни програм
- Божански сјај Миланковићевог канона — епизода серијала о знаменитим личностима на Јутјуб каналу РТС Образовно-научни програм
- (језик: енглески) „„Ice Age – Milankovitch Cycles””. Архивирано из оригинала 03. 04. 2015. г. — документарац на каналу Национална географија; три варијабле познате као Миланковићеви циклуси утичу на то како и када Земља улази у ледено доба или глобално загревање
- (језик: енглески) „Earth Story – The Big Freeze” — Би-Би-Сијев документарац